# Aristolochia guentheri
Aristolochia guentheri O.C.Schmidt – gatunek rośliny z rodziny kokornakowatych (Aristolochiaceae Juss.). Występuje naturalnie w Peru, Boliwii i Brazylii (w stanach Amazonas, Pará oraz Amapá).

## Morfologia
PokrójBylina o pnących i owłosionych pędach.
LiścieMają prawie okrągły kształt. Mają 10–15 cm długości oraz 5,5–9 cm szerokości. Ze spiczastym wierzchołkiem. Ogonek liściowy jest owłosiony i ma długość 3–4,5 cm.
KwiatyZebrane są po 4–5 w kwiatostanach. Dorastają do 4 cm długości.